# 车孝心
车孝心（朝鲜语： Cha Hyosim，1994年7月15日—），朝鲜女子乒乓球运动员，2016年世界乒乓球团体锦标赛女子团体铜牌得主、2017年夏季世界大学生运动会女子双打银牌得主、2018年世界乒乓球团体锦标赛女子团体铜牌得主、2018年亚洲运动会女子团体银牌得主。